# Електра Рекърдс
Електра Рекърдс (на английски: Elektra Records), позната също така като (Elektra Entertainment Group Inc.) е американска звукозаписна компания, собственост на Уорнър Мюзик Груп.
През 2004 година тя е консолидирана в Атлантик Рекърдс Груп. След 5 години на застой през 2009 година компанията се възражда от „Атлантик Рекърдс“.